# Лисиця, заєць та півень
Лисиця, заєць і півень - радянський мультфільм 1942 року. За мотивами однойменної російської народної казки .

## Сюжет
Про те, як Лиса вигнала зайця з луб'яної хатинки, а добрий півник йому допоміг.

## Знімальна група
| режисер                               | Ольга Ходатаєва                                                                          |
| сценаристи                            | О. Благініна , О. Улицька                                                                |
| художник-постановник                  | Петро Носов                                                                              |
| помічник                              | н. Привалова                                                                             |
| Художники мультиплікатори (аніматори) | Роман Давидов, Олена Хлудова, М. Семенова, Лев Жданов, О. Фоміна, І. Іртенєв, Л. Сергєєв |
| оператор                              | Микола Воїнов                                                                            |
| композитор                            | Юрій Бірюков                                                                             |
| звукорежисери                         | н. Бертран, С. Ренський                                                                  |
| звукомонтажниця                       | А. Фірсова                                                                               |
| технічні помічники                    | е. Амальрік, Е. Петрова                                                                  |

## Відмінності від казки
- У казці цап був відсутній.
- У мультфільмі лисиця обманом, а зовсім не заляканням, як у казці, давала ведмедеві та козлу відсіч. До того ж наприкінці всі разом проганяють лисицю.

## Домашні випуски
У 1980-х і 1990-х роках мультфільм випускався на домашніх відеокасетах у різних збірках мультфільмів.